# احمد هوبر

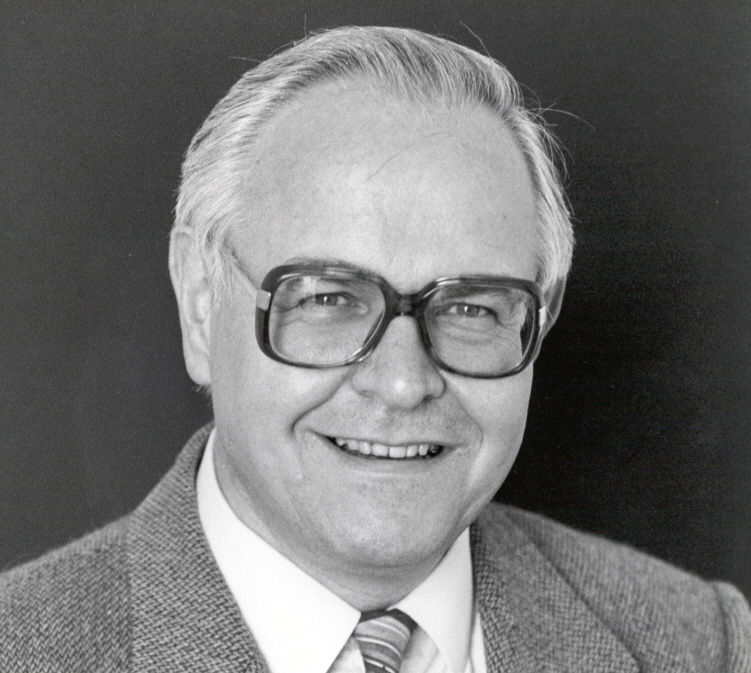
نگارهٔ احمد هوبر، روزنامه‌نگار و ژورنالیست سوئیسی - ۱۹۸۶

احمد هوبر ، (۱۹۲۷ – ۲۰۰۸) یک روزنامه‌نگار سوئیسی بود که به اسلام گروید. او در زمینه اسلام گرایی و سیاست‌های راست تندرو فعالیت می‌کرد.
آلبرت فردریش آرماند هوبر، در فریبورگ متولد شد و در یک خانواده مذهبی پروتستان رشد کرد.
احمد عضو حزب سوسیال دموکرات، سوئیس بود. وی همچنین یکی از حامیان جدی استقلال الجزایر در جریان انقلاب الجزایر بود. او در پوشش یک خبرنگار، با مبارزان ارتباط برقرار کرد و از طریق این رابطه با دین اسلام آشنا شد. احمد برای اولین بار در سال ۱۹۶۲ و در ژنو، شهادین خواند.
او در سال ۲۰۰۱، توسط دولت آمریکا به حمایت مالی از القاعده متهم شد.